# أسيتات الصوديوم
خلات الصوديوم أو أسيتات الصوديوم مركب كيميائي له الصيغة المجملة C2H3NaO2 ،
ويكتب عادة بالصيغة CH3COO - Na + .3H2O ،
أو يمكن كتابتها بالشكل التالي Na(CH3COO) · 3 H2O.

## الخواص
- يترسب من المحلول على شكل بلورات شفافة عديمة اللون، منحلة بالماء 125 غ / 100 مل ، لكنها منحلة بشكل أقل في الإيثانول 5 غ / 100 مل .
- يتشرد هذا الملح بشكل تام في المحاليل المائية، ومحلول 0.1 مولي يكون له أس هيدروجيني مقداره 8.9 .
- عند درجة حرارة قدرها 123°س يفقد المركب جزيئات الماء المرتبطة به.

## التحضير
يحضر هذا الملح من تفاعل تعديل حمض الخل مع كربونات الصوديوم ثم بتبخير المحلول الناتج

## الاستخدامات
- له العديد من التطبيقات المخبرية في الكيمياء التحليلية، على سبيل المثال في محاليل موقية (buffer) وذلك لضبط أس هيدروجيني الوسط.
- يستخدم بشكله اللامائي كمادة ساحبة للماء في الاصطناع العضوي.
- له تطبيق في الوسائد الحرارية ، والتي تحوي محلول فوق مشبع من هذا الملح والذي يمتاز بأن له القدرة على التبرد السريع لدرجة حرارة الغرفة دون أن يشكل بلورات.

بالضغط على قرص معدني في الوسادة تتشكل نواة تبلور مما يؤدي إلى تبلور المحلول بكامله.
وبما أن عملية بلورة هذا الملح ناشرة للحرارة نحصل على الحرارة المطلوبة.
- يستخدم كمادة منظمة للحموضة في الإضافات الغذائية E 262 .

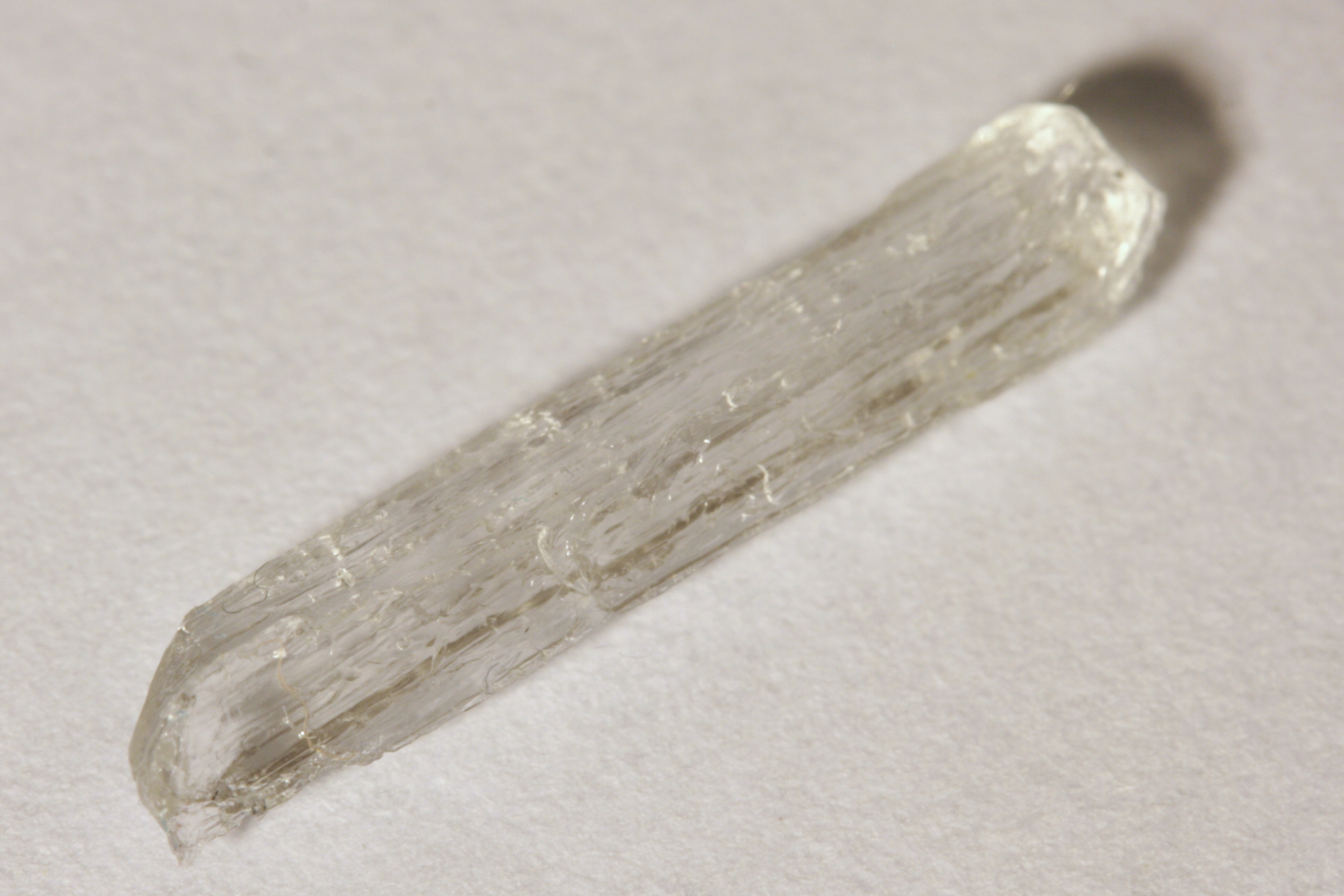
بلورة خلات الصوديوم ثلاثي هيدرات